# Woodbrookers
De Woodbrookers zijn vernoemd naar het landgoed Woodbrooke bij Birmingham, waar de quakers een scholingscentrum hadden ingericht.

## Geschiedenis
In 1908 werd dit centrum bezocht door een groep Leidse theologiestudenten. Deze waren zo getroffen door de open sfeer die daar heerste, dat ze in Nederland de Vereeniging van Oud-Woodbrookers in Holland oprichtten. Doel was om verrijking in het godsdienstig leven te brengen door in een open sfeer gesprekken aan te gaan met andersdenkenden, wat in het toenmalige sterk verzuilde Nederland een zeer revolutionaire gedachte was.
Van 1910 tot 1912 organiseerde de vereniging te Barchem enkele cursussen. Dit had de sympathie van Jonkvrouwe Justine Van Heeckeren van Kell, die eigenares was van Huis Ruurlo. Zij schonk in 1912 zeventien hectare bos en hei aan de vereniging. In 1913 werd op de Kalenberg bij Lochem een lezingenzaaltje gebouwd, dat een getrouwe kopie was van de Lecture Hall in Woodbrooke. Dit is tegenwoordig de kapel van het centrum. In 1922 ontwierp de Lochemse architect Gerrit Jan Postel de vier slaaphuisjes die genoemd werden naar de evangelisten Mattheus, Marcus, Lucas en Johannes. In 1924 voltooide Postel het Woodbrookershuis, dat het middengedeelte vormt van het huidige conferentiecentrum.
De vereniging werd omgedoopt tot Vereniging Woodbrookers Barchem. Ze had sterk vrijzinnig-protestantse kenmerken en ging de dialoog aan met katholieken, joden en humanisten. Haar belangrijkste rol vervulde ze voor en vooral vlak na de Tweede Wereldoorlog, toen ze aan de wieg stond van de doorbraak.
De vereniging heeft veel bijgedragen aan de oecumene. Door haar inspanningen traden ook diverse mensen met een christelijke levensovertuiging toe tot de Partij van de Arbeid, wat voordien nauwelijks voor mogelijk was gehouden. De theoloog Willem Banning speelde in dit proces een belangrijke rol. Ook diens vriend en collega Bart Ruitenberg, perspredikant van de Hervormde Kerk en hoofdredacteur van Hervormd Nederland, was als voorzitter van de Arbeidersgemeenschap der Woodbrookers een van de drijvende krachten achter deze beweging, die al snel de doorbraakbeweging werd genoemd.
In 1958 werd de Stichting Vormingswerk Barchem opgericht en tot 1990 werden er vormingscursussen gegeven. Ook tegenwoordig worden weekendcursussen gegeven, terwijl ook derden gebruik kunnen maken van dit bezinningsoord.

## De Rode Hoed
Door de Oud-Woodbrookers werd in 1919 de Vereniging Arbeidersgemeenschap der Woodbrookers opgericht. Conferentiecentra in Bentveld (1931) en Kortehemmen (1937) volgden na de opening van het Woodbrookershuis. De arbeidersgemeenschap gaf het tijdschrift Tijd en Taak uit. In 1995 werd de vereniging opgeheven. Haar activiteiten werden opgenomen in die van de vereniging De Rode Hoed te Amsterdam. De centra in Bentveld en Kortehemmen, en ook enkele andere, hebben een bestemming als hotel, conferentie-oord of behandelcentrum voor jeugdzorg gekregen.